# Acheux-en-Amiénois
Acheux-en-Amiénois je francouzská obec v departementu Somme v regionu Hauts-de-France. V roce 2012 zde žilo 608 obyvatel.

## Sousední obce
Bus-lès-Artois, Forceville, Léalvillers, Louvencourt, Varennes

## Vývoj počtu obyvatel
Počet obyvatel